# Plebicula ketshevana
Plebicula ketshevana är en fjärilsart som beskrevs av Obraztsov 1936. Plebicula ketshevana ingår i släktet Plebicula och familjen juvelvingar. Inga underarter finns listade i Catalogue of Life.